# Ennio Morricone
Ennio Morricone (Roma, Itàlia, 10 de novembre de 1928 – 6 de juliol de 2020) fou un compositor italià de música de cinema.
Un dels grans compositors de bandes sonores, en la seva trajectòria al llarg de cinc dècades va compondre més de mig miler d'obres per al cinema en les quals va destacar per la facilitat amb què s'adaptava als diferents gèneres cinematogràfics i pel tractament melòdic.
El 2017 va rebre l'Orde al Mèrit de la República Italiana. La seva música per a la pel·lícula El bo, el lleig i el dolent (1966) es considera com una de les bandes sonores més influents de la història del cinema. També té el Grammy Hall of Fame.
Entre els seus premis cal destacar tres premis Grammy, tres Globus d'Or, sis BAFTA, deu David di Donatello, onze Nastro d'Argento, dos premis del cinema europeu, el premi d'honor del Lleó d'Or i el premi Polar Music el 2010. Morricone ha influït en molts artistes tant del món del cinema com d'altres estils i gèneres, com Hans Zimmer, Danger Mouse, Dire Straits, Muse, Metallica, i Radiohead.

## Biografia
Ennio va néixer a Roma; és fill de Libera Ridolfi i de Mario Morricone, músic. La seva família provenia d'Arpino, a prop de Frosinone. Morricone tenia quatre germans: Adriana, Aldo (que va morir accidentalment abans de complir els quatre anys, a causa de la seva mainadera que li va donar erròniament cireres, a les quals era molt al·lèrgic), Maria i Franca. Vivien a Trastevere, al centre de Roma, amb els seus pares. Mario, el seu pare, era trompetista i treballava professionalment en diferents orquestres de música lleugera, mentre que la seva mare Libera muntà una petita empresa tèxtil.
El seu primer professor va ser el seu pare Mario Morricone, que li va ensenyar a llegir música i també a tocar diversos instruments. Obligat a fer trompeta, va ingressar en l'Acadèmia Nazionale de Santa Cecília, per estudiar trompeta sota la tutela d'Umberto Semproni. Morricone va entrar formalment al conservatori el 1940, als 12 anys, realitzant un programa d'harmonia de quatre anys de durada; però ell el va completar en sis mesos. Va estudiar trompeta, composició i música [coral], sota la direcció de Goffredo Petrassi, que el va influir; des de llavors, Morricone ha dedicat les seves peces de concert a Petrassi. El 1941, Morricone va ser escollit entre els estudiants de l'Acadèmia Nacional de Santa Cecília per formar part de l'Orquestra de l'òpera dirigida per Carlo Zecchi amb motiu d'una gira per la regió del Vèneto.
El 1946 va obtenir el diploma en trompeta. El 1952, també va aconseguir el Diploma d'Instrumentació per a l'Arranjament de Bandes (fanfàrries) amb una nota del 9/10. Va acabar els seus estudis al Conservatori de Santa Cecília el 1954 i va obtenir una nota final de 9,5 sobre 10 en el seu Diploma en Composició, sota el mestratge del compositor Goffredo Petrassi.

### Joventut
Va iniciar la seva carrera de molt jove, tot seguint el relleu del seu pare, que era músic en una orquestra. Per acabar-ho d'arrodonir, Morricone i Sergio Leone van ser companys d'escola. La seva relació personal i professional va ser permanent, una de les més fèrtils de la història de les arts. Morricone va compondre la banda sonora de gairebé totes les pel·lícules de Leone. Posteriorment, Morricone va ingressar al Conservatori de Santa Cecília de Roma estudiant trompeta i composició on va tenir com a tutor a Goffredo Petrassi.
Amb tot, els inicis van ser durs: es va casar el 1956 i l'any següent ja tenia un fill, pel que va haver de compaginar la creativitat amb tasques més prosaiques que li permetessin guanyar-se la vida: amb aquesta capacitat de treball que l'ha caracteritzat sempre, es va dedicar a orquestrar i arreglar cançons d'intèrprets destacats de la música lleugera i sintonies per a programes de varietats de la RAI, al mateix temps que s'iniciava en el món de la banda sonora cinematogràfica d'una forma una mica irregular: componia per a altres compositors de fama que anaven molt sol·licitats i no podien atendre tots els seus compromisos. El seu amic Mario Nascimbene, per exemple, li va demanar que li donés un cop de mà a Morte di un amico (1959) o Barabbas (1961). Una "Ninna nanna" que apareix a Il Giudirio Universale (1961) és seva, encara que en els crèdits només hi figuri el nom d'Alessandro Cicognini.
El seu debut cinematogràfic, és a dir quan el seu nom apareix als crèdits, arriba el 1961 amb el film Il federale de Luciano Salce, una sàtira sobre la caiguda del feixisme amb una gran interpretació de Ugo Tognazzi. En aquest punt arrenca la seva abundant filmografia, que toca tots els gèneres, amb dues aportacions al western amb el pseudònim de Dan Savio, Gringo i Le pistole non discutono (1964).

### Trilogia del dòlar

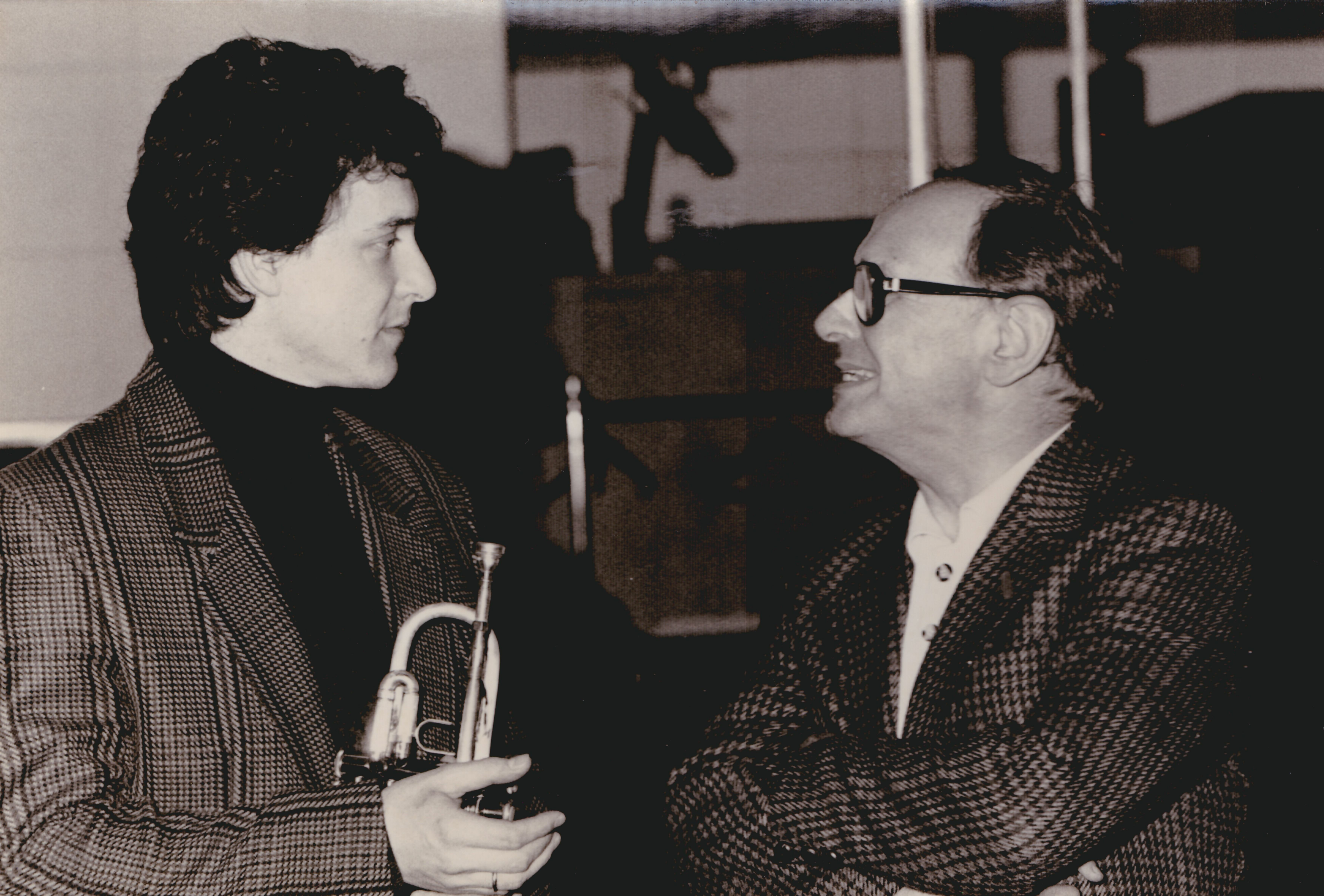
Ennio Morricone amb el seu amic i collaborador trompetista Mauro Maur a la històrica sala de gravació "Forum Studios" de Roma

Tot seguit li arriba l'oportunitat de compondre la banda sonora de la primera pel·lícula de Sergio Leone en el gènere del western: Per un grapat de dòlars. Morricone, sap reconvertir els tòpics de la música de western en una cosa totalment original sense recórrer a desviacions atonals o jazzístiques. Així, el tema dels títols barreja elements tradicionals com el galop de guitarra amb un fantasmagòric xiulet (ambdós executats per un amic de la infància del compositor, Alessandro Alessandroni), cors sense text i trets que sonen com gardel·les, en un exasperat crescendo que ens prepara per a les emocions que vindran.
Aconsegueix però l'èxit amb les pel·lícules de Sergio Leone, el pare dels Spaghetti western. La col·laboració entre els dos comença el 1964 i de la mateixa van sorgir-ne les inoblidables: Per qualche dollaro in più, El bo, el lleig i el dolent, Fins que li va arribar l'hora i Hi havia una vegada a Amèrica, l'últim film del gran director. La trompeta que Sergio Leone va utilitzar per a les pel·lícules dels Spaghetti western va ser donada per Ennio Morricone al trompetista Mauro Maur, col·laborador de les pel·lícules durant 20 anys i amic.
Ha estat molt criticat per la seva atípica música, però abans que res ha estat valent integrant instruments poc comuns entre les grans orquestres. Després, l'any 1964 va tocar en el Gruppo di Improvvisazione Nuova Consonanza fundat per Franco Evangelisti.

### Consolidació
Poc després dels seus primers treballs amb Leone, Morricone comença a consolidar-se de manera reconeguda i competent en el panorama de la música cinematogràfica internacional. D'una banda gràcies a les seves intenses col·laboracions amb directors italians com Pier Paolo Pasolini, Bernardo Bertolucci, Dario Argento, Gillo Pontecorvo, Marc Bellocchio i Giuseppe Tornatore, i de l'altra per les esplèndides bandes sonores compostes per explicar grans històries al costat de directors americans i europeus de la talla de Terrence Malick, John Carpenter, Brian De Palma, Roman Polanski, Quentin Tarantino, Roland Joffé o Pedro Almodóvar amb ¡Átame!.
És un dels compositors cinematogràfics més coneguts, gràcies sobretot a la música dels spaghetti western, però també gràcies a les belles melodies de Days of Heaven, La missió, L'ocell de les plomes de cristall o Cinema Paradiso. També ha compost obres per a sèries de televisió, com La piovra o Marco Polo, entre d'altres.
Va compondre l'himne de la Copa Mundial de FIFA Argentina 1978.

## Premis i nominacions

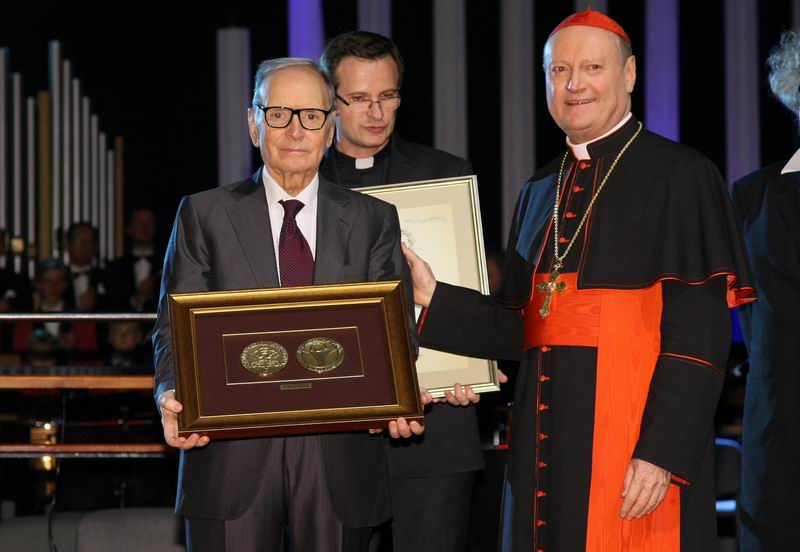
Morricone en rebre la Medalla Per Artem ad Deum (en català: a través de les arts, a Déu) de l'arquebisbe Gianfranco Ravasi.

Va estar nominat a l'Oscar en sis ocasions: Days of Heaven (1978), La missió (1986), Els intocables d'Elliot Ness (1987), Bugsy (1991), Malèna (2000), sense aconseguir-ne cap, però en la cerimònia dels Oscars de 2007 se li lliurà la seva primera estatueta com a reconeixement a tota la seva carrera, l'Oscar honorífic «per les seves magnífiques i polifacètiques contribucions en l'art de la música de cinema». Però el 2017 va guanyar l'Oscar en la categoria de Millor banda sonora original per The Hateful Eight (2016), pel·lícula dirigida per Quentin Tarantino; es convertí així en el guardonat més longeu en aquesta categoria en la història dels Premis Oscar.
| Any  | Director           | Projecte          | Categoria           | Resultat  |
| ---- | ------------------ | ----------------- | ------------------- | --------- |
| 1979 | Terrence Malick    | Days of Heaven    | Millor banda sonora | Nominat   |
| 1987 | Roland Joffé       | La missió         | Millor banda sonora | Nominat   |
| 1988 | Brian De Palma     | Els intocables    | Millor banda sonora | Nominat   |
| 1992 | Barry Levinson     | Bugsy             | Millor banda sonora | Nominat   |
| 2001 | Giuseppe Tornatore | Malèna            | Millor banda sonora | Nominat   |
| 2007 | Oscar honorífic    | Oscar honorífic   | Oscar honorífic     | Guanyador |
| 2016 | Quentin Tarantino  | The Hateful Eight | Millor banda sonora | Guanyador |

Morricone va rebre dos premis Grammy, tres Globus d'Or, sis BAFTA, 10 David de Donatello, onze Nastro d'Argento i el Premi de Música Polar el 2010, considerat aquest últim com el Nobel de la música. Al llarg de la seva carrera, Morricone va vendre més de 70 milions de discos.

## Aficions
Morricone era molt aficionat al futbol i als escacs. Va compondre la melodia del Mundial de futbol de 1978 a Buenos Aires, encarregada per l'organització. Era també seguidor de l'AS Roma.
Pel que fa als escacs, tenia un fort nivell com a aficionat, que li va permetre fins i tot entaular una partida amb Borís Spasski. A mitjan dècada del 1950 va entrenar amb el Mestre Internacional Stefano Tatai.